# RBS-15
El RBS-15 (Robotsystem 15) es un misil antibuque superficie-superficie y aire-superficie de largo alcance. La versión más moderna MK.III está capacitada para realizar precisos ataques a objetivos terrestres. El misil fue desarrollado por la compañía sueca Saab Bofors Dynamics.

## Variantes
RBS-15 Mk. I
- Propulsado por un microturbo francés TRI-60, que le da una potencia de  3.73 kN. Posee un alcance de 70+ km.

RBS-15F
- Adaptación que puede ser lanzada desde aviones. Entra en servicio en 1983.

RBS-15 Mk. II
- Posee un alcance de 70+ km. Versión que puede ser lanzada desde aviones, buques, plataformas de tierra y lanzaderas de misiles.

RBS-15SF
- Versión para Finlandia. Designación local MtO 85 (Meritorjuntaohjus 1985).

RBS-15 Mk. III
- Versión con un alcance de más de 200 km y con capacidad de ataque a tierra. La producción se inició en 2004. Precio 3,5-4 mill.$ por unidad.[1]

RBS-15SF-3
- Versión mejorada del Mk. III.

RBS-15 Mk. IV
- Versión en desarrollo que incorpora nuevos sistemas de búsqueda.

## Usuarios

### Actuales
Argelia

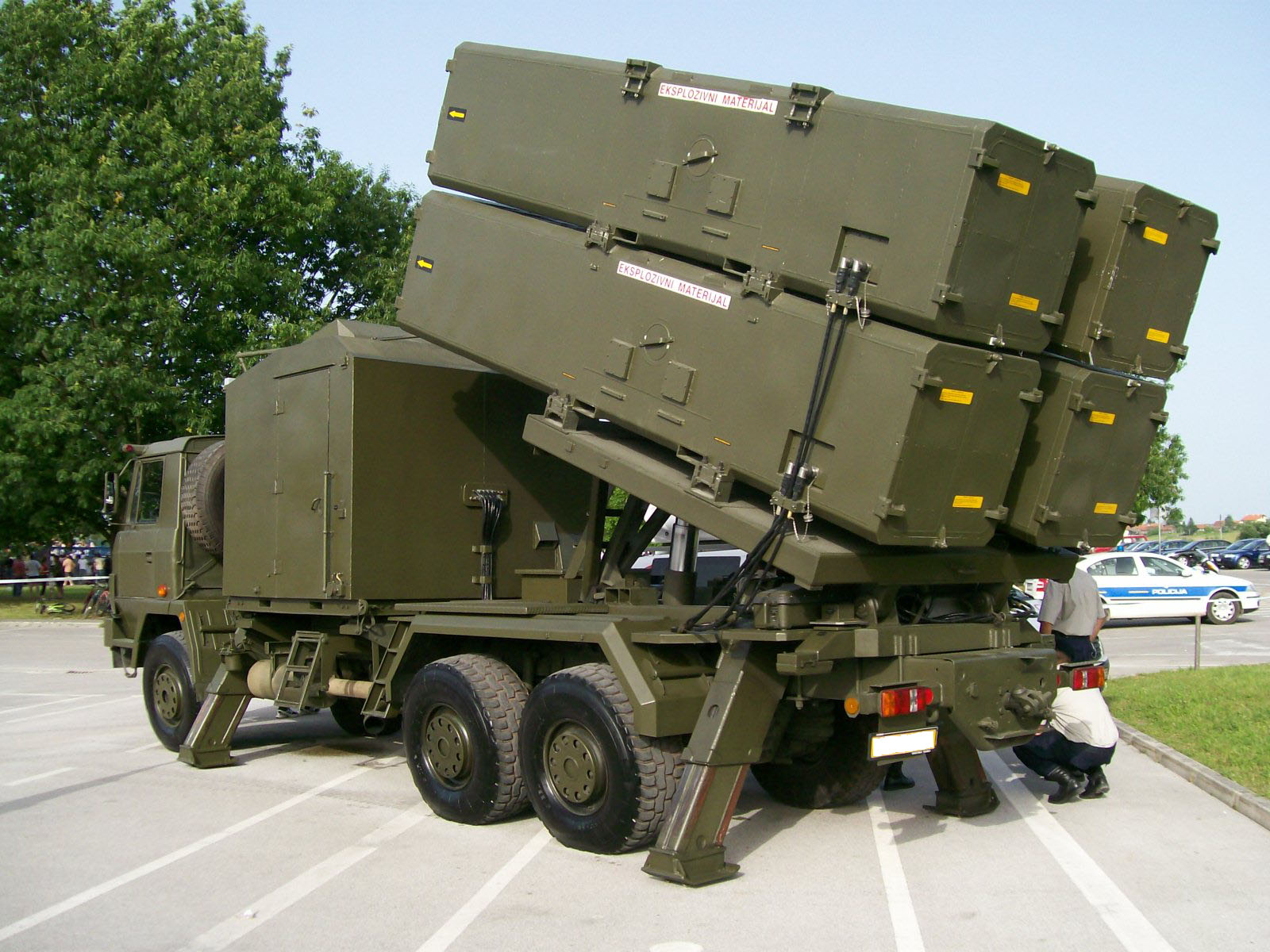
Camiones croatas con misiles RBS-15.

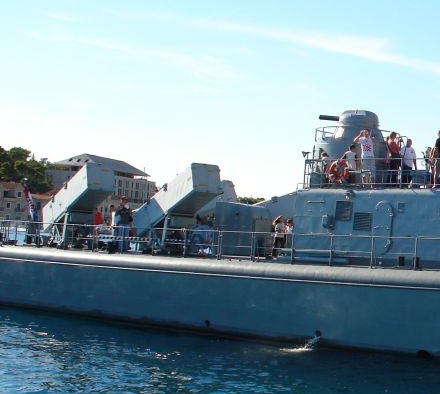
Misiles RBS-15 en la corbeta croata RTOP-12 Kralj Dmitar Zvonimir.

Usado por la Armada Nacional de Argelia en las fragatas MEKO 200.
 CroaciaEsta es la principal arma de la Armada Croata, la cual la utiliza para sus corbetas de misiles. Croacia también opera el RBS-15 desde camiones Tatra (25 unidades) y tiene almacenados algunos misiles para el uso en una futura corbeta. (75 unidades).
 FinlandiaLa Armada Finlandesa opera el RBS-15F (Mk. II, designación MtO 85, 70 unidades) y  el RBS-15SF-3 (Mk. III, 48 unidades). La versión Mk. II es operada desde las lanchas lanzamisiles clase Helsinski y las clase Rauma, así como también desde camionetas Sisu para defensa costera móvil. La versión Mk. III es operada desde los botes lanzamisiles clase Hamina. Antiguos Mk. II (RBS-15F) han sido mejorados a la versión Mk. III estándar (RBS-15K).
 AlemaniaLa Armada Alemana ha elegido la versión Mk. III y Mk. IV para equipar sus futuras corbetas clase Braunschweig, para sus fragatas clase F125 y también planea mejorar sus fragatas Brandenburgo con Mk. III.
 PoloniaLa Armada de Polonia ha seleccionado la versión Mk. III para equipar sus barcos lanzamisiles clase Orkan y sus futuras fragats clas Gawron. Un acuerdo de 110 millones de € para modificar sus buques clase Orkan fue firmado con Holanda y las modificaciones se llevarán a cabo en Thales Naval Netherlands.
 SueciaLa Armada Sueca opera el misil desde sus lanchas rápidas clase Norrköping, desde las corbetas clase Stockholm, corbetas Göteborg y en sus corbetas clase Visby. La artillería costera de Suecia estuvo también equipada con RBS-15M, que fueron montados en camiones Volvo. La Fuerza Aérea Sueca opera el RBS-15F. El Saab 37 Viggen y el Saab 39 Gripen pueden llevar el misil, aunque el Viggen ya no se encuentra en servicio. Los siguientes misiles son o fueron utilizados por diferentes ramas: RB04E (100 unidades), RB08A, RBS08A (45 unidades), Mk. I, Mk. II Mk. III, RBS-15F (190 unidads), RBS-15K y RBS-15M (240 unidades).

### Futuros
Tailandia
Como parte del programa para la adquisición del Gripen, la Real Fuerza Aérea Tailandesa ha ordenado misiles RBS-15F para equipar a sus Gripen.
 Turquía
La Armada Turca está considerando el RBS-15Mk3 para sus nuevas corbetas clase Milgem.